# Nicholas Patrick
Nicholas James McDonald Patrick (* 19. listopadu 1964 Saltburn-by-the-Sea) je anglo-americký doktor filozofie a kosmonaut. Ve vesmíru byl dvakrát.

## Život

### Studium a zaměstnání
Absolvoval střední školu Harrow School v městě Londýn, stát Spojené království (zakončil roku 1982) a poté ve studiu pokračoval na University of Cambridge. Zde studoval až do roku 1990. V dalším studiu pokračoval v americkém Massachusetts Institute of Technology, kde získal v roce 1996 doktorát.
Zaměstnání získal u společnosti Boeing Commercial Airplane Group v Seattlu. V letech 1998 až 2000 absolvoval výcvik budoucích kosmonautů v Houstonu, poté byl zařazen do tamní jednotky astronautů NASA.
Zůstal svobodný. Má přezdívku Nick.

### Lety do vesmíru
Na oběžnou dráhu se v raketoplánu dostal dvakrát ve funkci letového specialisty, pracoval na orbitální stanici ISS, strávil ve vesmíru celkem 26 dní, 14 hodin a 52 minut. Absolvoval také 3 výstupy do volného vesmíru (EVA) v celkové délce pobytu 18 hodin a 14 minut.
Byl 450 člověkem ve vesmíru.
- STS-116 Discovery (10. prosinec 2006 – 22. prosinec 2006)
- STS-130 Endeavour (8. únor 2010 – 21. únor 2010)